# 丸岡スポーツランド

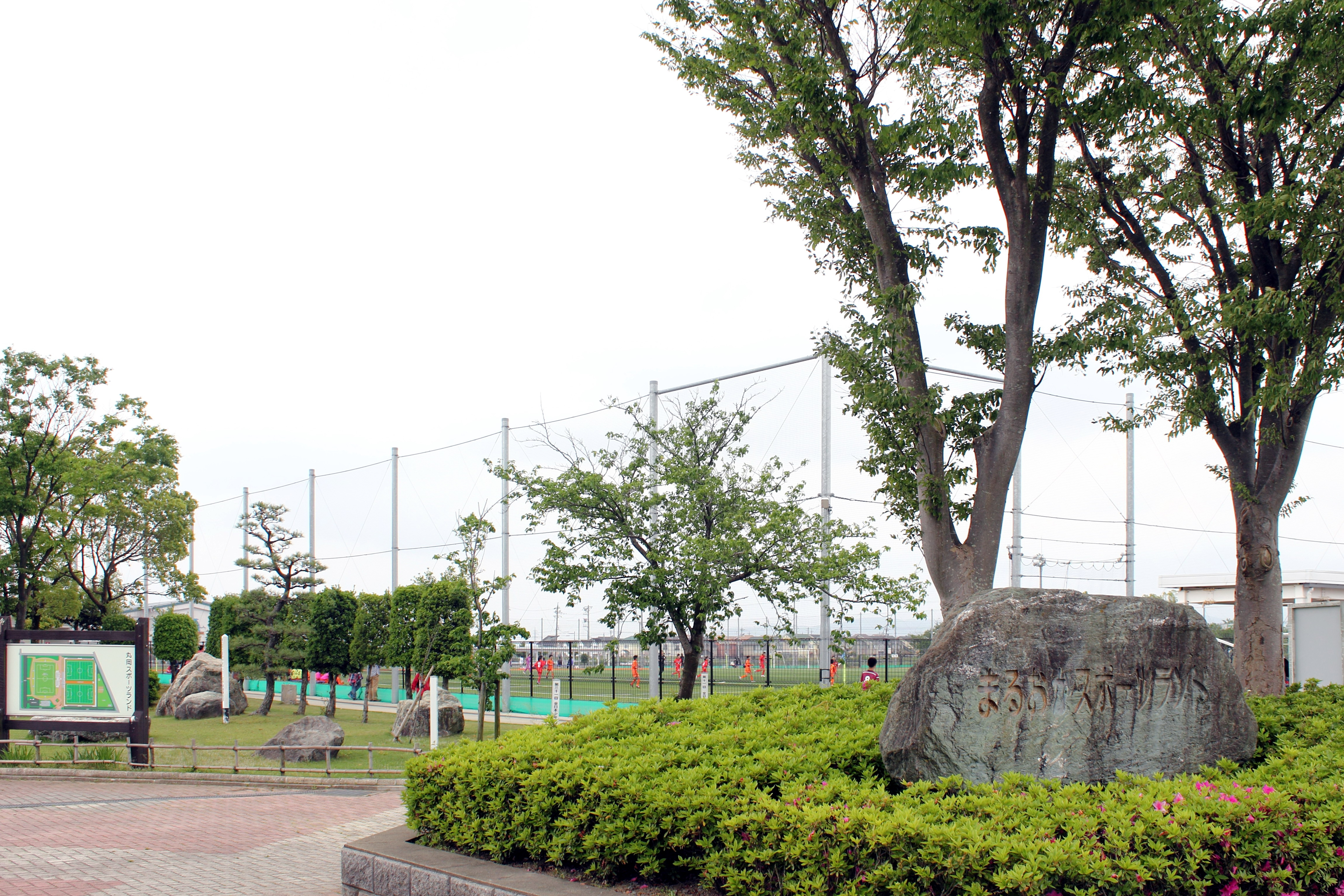
丸岡スポーツランド

丸岡スポーツランド（まるおかスポーツランド）は、福井県坂井市丸岡町にある運動施設。施設は坂井市が所有し、（公財）坂井市スポーツ協会及び、まるおかアクアフィットネスクラブが管理運営を行っている。
市民や利用者からは、丸スポ（まるスポ）の愛称で親しまれている。

## 概要
福井県坂井市西部（当時は丸岡町）の田園地帯に1992年4月に開設された。
2014年4月にスポーツ振興くじ助成金を受けて、既存の多目的グラウンド2面が人工芝に改修された。また、クラブハウスも新設された。この改修に伴い、名称が「まるおかスポーツランド」から「丸岡スポーツランド」に変更された。
2020年に命名権を導入し、坂井市内に本社を置き、自動車用材料、パワーエレクトロニクス材料、電子用材料、重電・電線材料の製造を行う日東シンコー（日東電工の関連会社）が命名権を取得した。命名権に基づく愛称は「日東シンコースタジアム丸岡」で、契約期間は2020年10月1日から2025年9月30日までの5年1か月、契約金額は年額2,100,000円。

## 施設

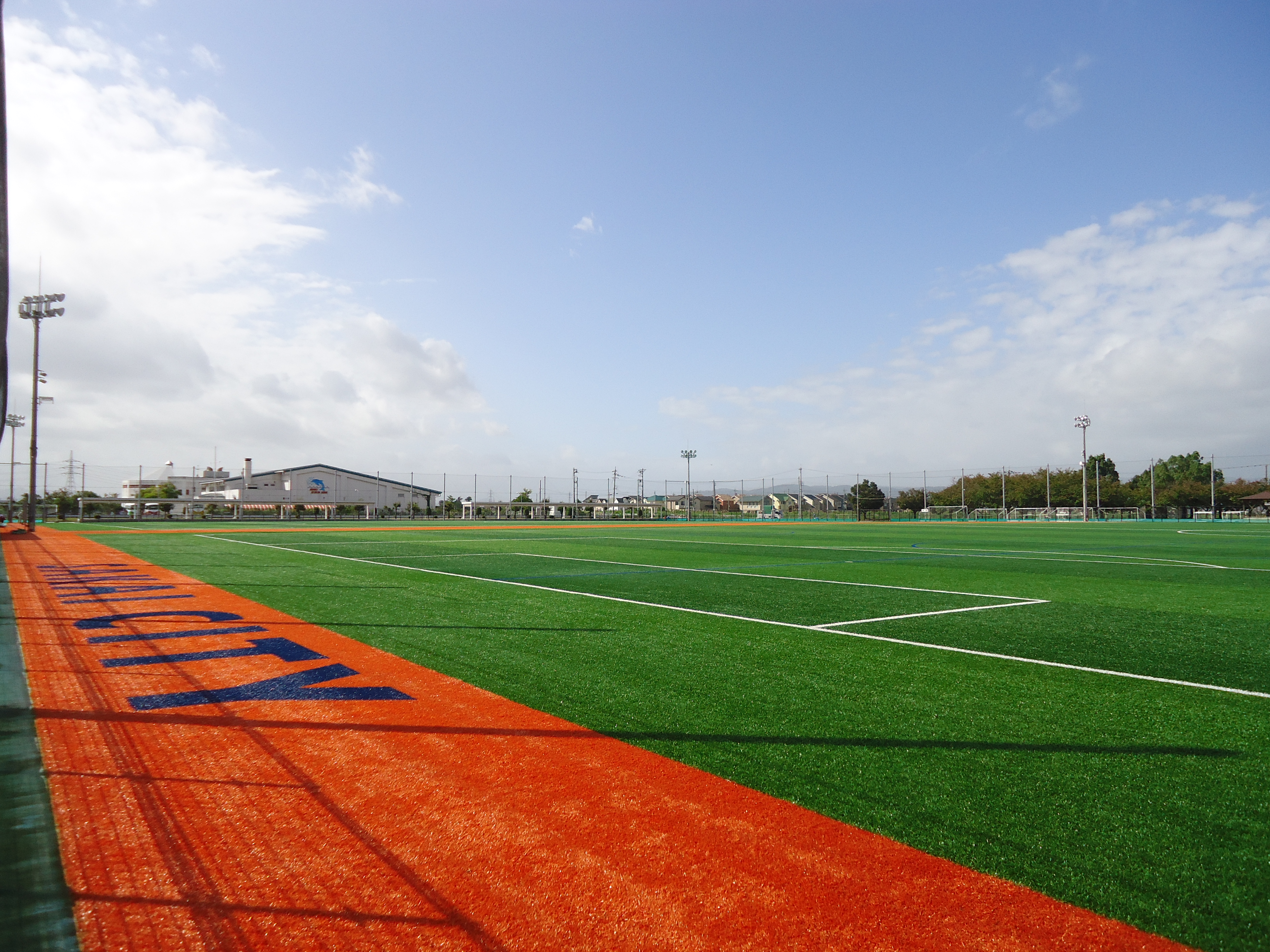
人工芝グラウンド

### 坂井市スポーツ協会管理施設
- 丸岡スポーツランドサッカー場（詳細は後述）
- 丸岡スポーツランド人工芝グラウンド(2014年4月完成)[3]
  - 22,000㎡、公式試合用サッカーコート2面
  - 照明は南側一面のみ
- クラブハウス(2014年4月完成)[3]
- ゲートボール場
- 合宿所
- 駐車場（300台）

### まるおかアクアフィットネスクラブ管理施設

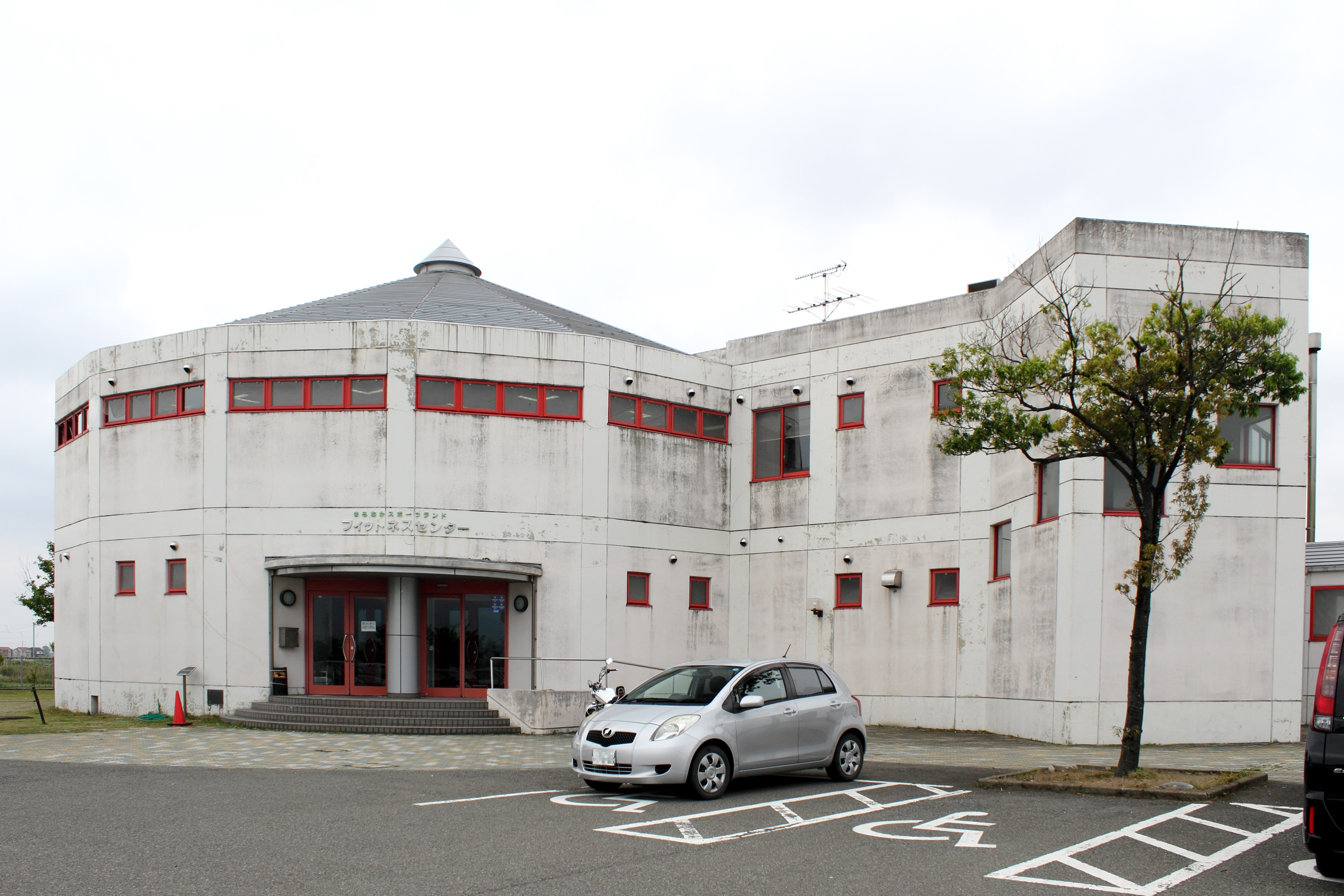
丸岡フィットネスセンター
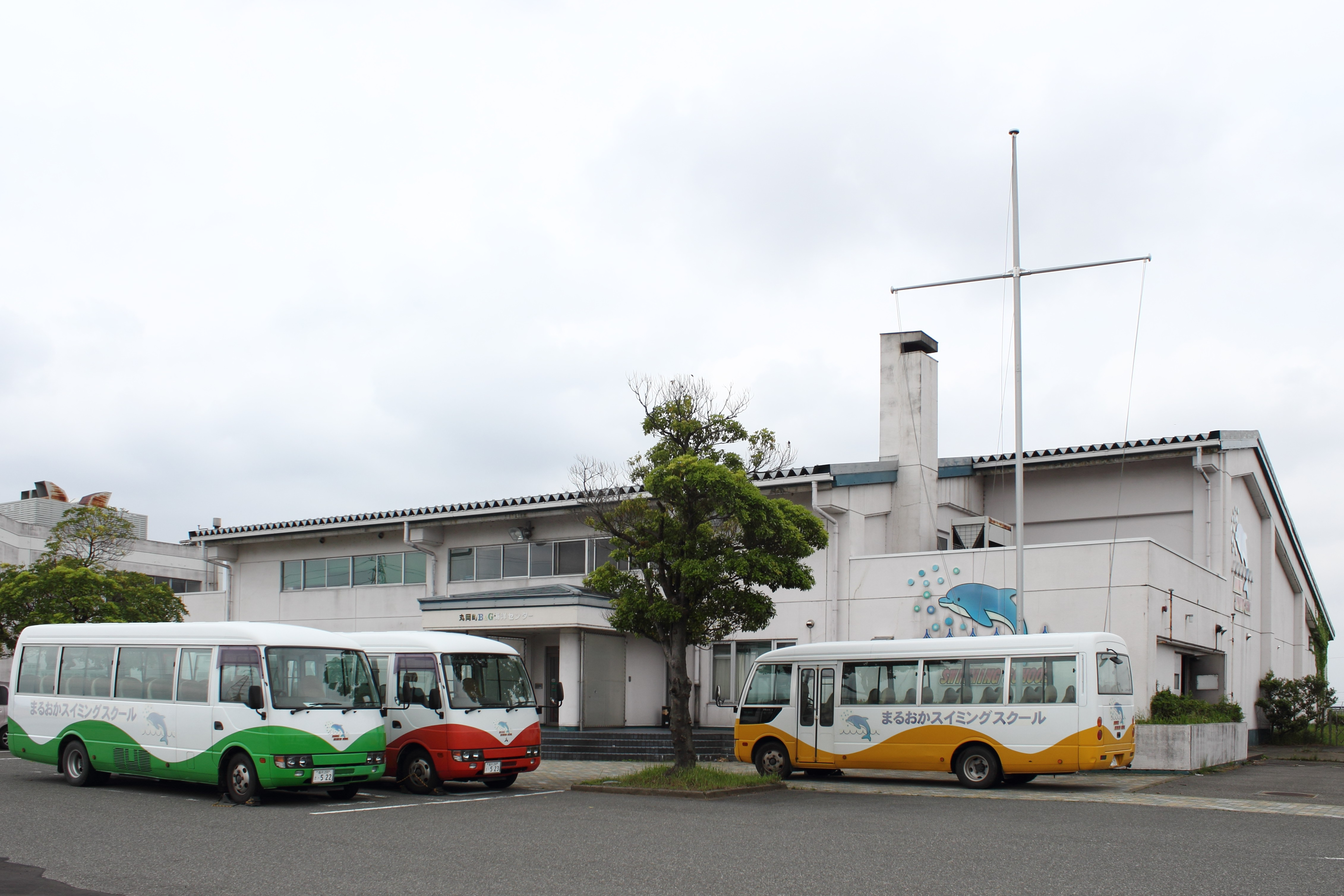
丸岡B&G海洋センター
- 駐車場

- 丸岡フィットネスセンター
- 丸岡B＆G海洋センター

## 丸岡スポーツランドサッカー場
丸岡スポーツランドサッカー場（まるおかスポーツランドサッカーじょう）は、福井県坂井市丸岡町にある丸岡スポーツランド内にあるサッカー場。

### 施設概要
観客席はメインスタンドと芝生席からなる。
隣接する人工芝グラウンドと共にサッカーの小学年代、中学年代、高校年代、社会人、シニアの県内各種大会に使用されている。
また、同サッカー場を本拠地とする北信越フットボールリーグ所属、坂井フェニックスサッカークラブのホームゲームも行われている。

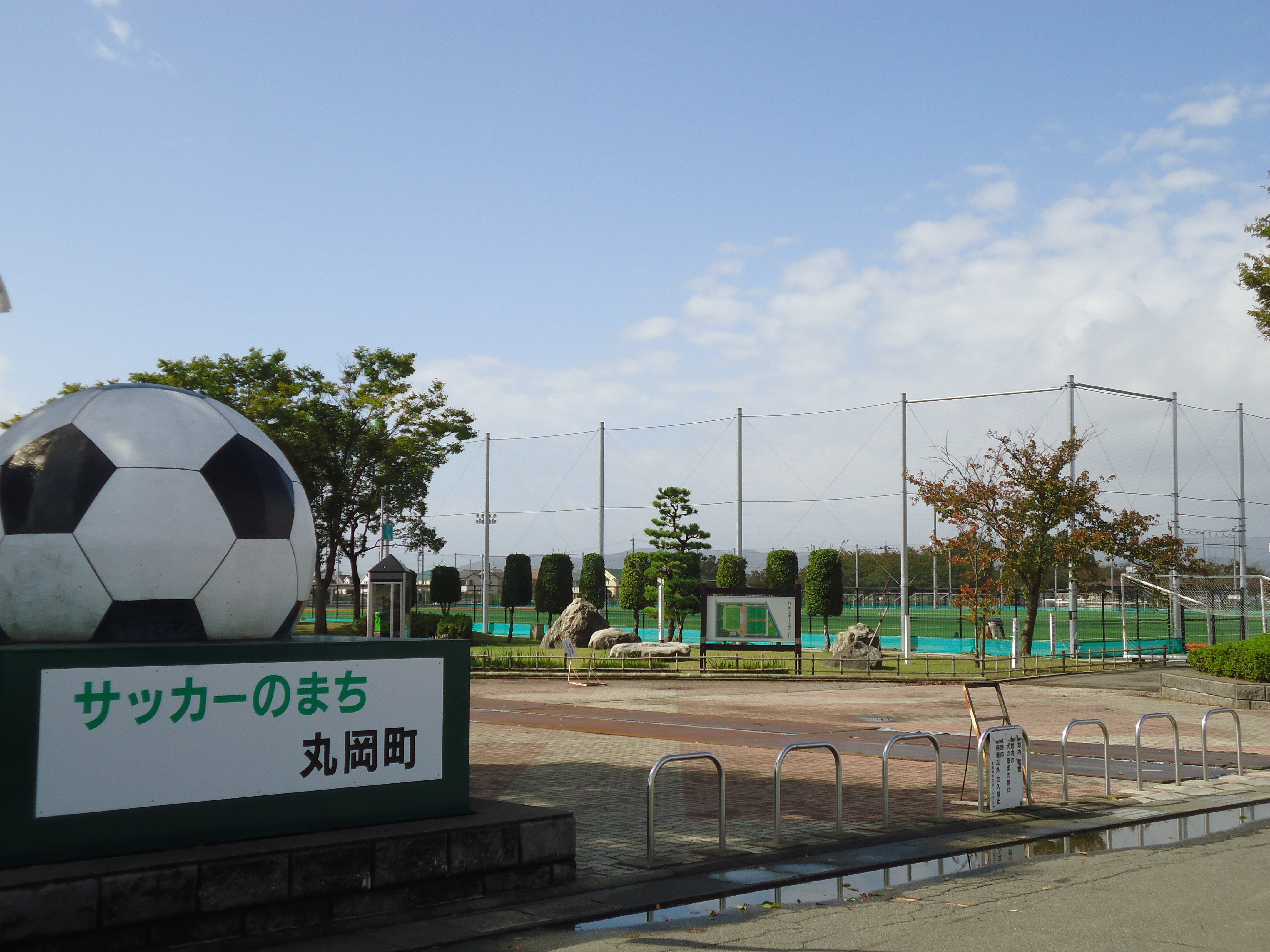
正面入口のモニュメント

### 開催されたイベント
- 宝くじスポーツフェア ドリームサッカー in SAKAI（丸岡スポーツランドサッカー場、2015年7月20日）[5]
- 坂井フェニックスサッカースクール JARNアカデミー（丸岡スポーツランド人工芝グラウンド、2015年通年）[6]

## アクセス

### 公共交通機関
- ハピラインふくい線 丸岡駅にて京福バス丸岡永平寺線（日・祝は運休）に乗車、舟寄[7]で下車、徒歩約10分
  - 丸岡駅より徒歩約40分
- ハピラインふくい線 春江駅より徒歩約45分
- 北陸新幹線・ハピラインふくい線 福井駅にて京福バス丸岡線に乗車、八ッ口[8]で下車、徒歩約20分
  - もしくは京福バス県立病院丸岡線に乗車、吉政[9]で下車、徒歩約20分

### 自家用車
- 北陸自動車道丸岡ICから約10分